# 美丽桐属
美丽桐属（学名：Wightia）是唇形目泡桐科的一个属，为乔木植物，或为半附生的假藤本，或为寄生的灌木。该属约有一、两种，分布于喜马拉雅东部至亚洲东南部和马来西亚。本属曾被归类于玄参科。